# Tercera División de España (Grupo IV)
El Grupo IV de Tercera División de España fue uno de los grupos que conformaban esta categoría. En la actualidad abarcaba la comunidad autónoma del País Vasco, siendo el cuarto nivel de la Liga Española de Fútbol para los equipos de este territorio, por debajo de la Segunda División B, y por encima de la Regional Preferente de Álava, para los conjuntos alaveses, la División de Honor Regional de Guipúzcoa, para los guipuzcoanos, o la División de Honor de Vizcaya, para los vizcaínos.
Se creó cuando se fundó la Tercera División, en 1929, aunque en estos inicios su existencia fue efímera e inestable, puesto que era una época en la que la estructura de esta categoría cambiaba continuamente. Posteriormente, se volvió a instaurar en 1943, existiendo ininterrumpidamente desde ese año hasta la actualidad. Han sido varias las zonas de ámbito que les ha correspondido a lo largo de su historia, siendo a partir de la temporada 1986-87 cuando comenzó a abarcar la actual hasta la temporada 2020-21.
El Gernika Club fue el último campeón del Grupo IV de la extinta Tercera División.
Fue sustituido en 2021 por el Grupo IV de la Tercera RFEF, quinto nivel del sistema de ligas de fútbol de España.

## Historia

### Época preautonómica
El Grupo IV de Tercera División apareció por primera vez en 1929, año en el que se creó esta categoría. Desde su fundación ha formado parte de esta en todas las temporadas salvo en un par de ocasiones, durante los periodos comprendidos entre 1930 y 1931, y entre 1933 y 1943 (la división no existió entre 1934 y 1940).
Al ser esta una época en la que la estructura de la división cambiaba continuamente, así como el número de grupos que la conformaban, las zonas que les correspondían variaban continuamente, por lo que prácticamente abarcó todo el país en algún momento de su existencia.

### Época autonómica

#### Periodo I: 1980-1986
En 1980 se refundó el grupo debido a la nueva estructuración que se comenzó a llevar a cabo en la categoría a partir de ese año para adaptarla a la nueva organización territorial de España que se estaba creando durante aquella época, con el objetivo de que cada grupo tuviese cierto carácter autonómico al corresponderle a cada uno el área que abarcara una o varias comunidades autónomas.
La zona de ámbito que le perteneció fue la comunidad de Aragón, la comunidad de La Rioja y la comunidad de Navarra. Este periodo tuvo una duración de 6 temporadas, puesto que en 1986 hubo una división del grupo en dos tras la creación en la categoría del Grupo XV para los conjuntos riojanos y navarros y el Grupo XVI para los aragoneses.
Durante las temporadas que duró este periodo hubo varios equipos castellanoleoneses participando en este grupo debido a la cercanía de sus localidades con el zona que le correspondía a este.

#### Periodo II: 1986-actualidad
En 1986, tras la división y traslado de los equipos pertenecientes al área que le correspondía al grupo a otros de la categoría, este Grupo IV tuvo una nueva zona de ámbito que continúa manteniendo en la actualidad, la comunidad autónoma País Vasco o Euskadi. Los conjuntos de esta se encontraban participando anteriormente en el Grupo III de Tercera División.

#### El Grupo III entre 1980-81 y 1985-86
Este grupo se puede considerar el predecesor del Grupo IV con el formato desde 1986-87, ya que incluía exclusivamente equipos vascos. El cambio de nomenclatura coincidió con el desdoble del Grupo II, que entre 1980-81 y 1985-86 incluyó grupos asturianos y cántabros, y en 1986-87 dio paso a un Grupo II exclusivo para asturianos y un Grupo III exclusivo para cántabros. Con esto el grupo III vasco pasó a ser denominado grupo IV.

## Sistema de competición
Esta temporada tuvo un sistema de competición de transición, provocado por la paralización del fútbol no profesional a causa de la pandemia de Coronavirus. La Tercera División sufrió un proceso de transición en el que en la temporada 2021-2022 pasó de ser la cuarta categoría a nivel nacional a ser la quinta, y cambió su denominación a Tercera División RFEF. El lunes 14 de septiembre se confirmaron las bases de competición.
En la Primera Fase participaron veintidós clubes encuadrados en dos subgrupos de once equipos cada uno. Se enfrentaron en cada subgrupo todos contra todos en dos ocasiones -una en campo propio y otra en campo contrario- durante un total de 22 jornadas. El orden de los encuentros se decidió por sorteo antes de empezar la competición. La Federación Vasca de Fútbol fue la responsable de designar las fechas de los partidos y los árbitros de cada encuentro, reservando al equipo local la potestad de fijar el horario exacto de cada encuentro.
Una vez finalizada la Primera Fase los tres primeros clasificados avanzaron a la Segunda Fase para Segunda División RFEF, los clasificados entre la cuarta y sexta posición lo hicieron a la Segunda Fase por la Fase Final para Segunda División RFEF / Play Off de Ascenso a Segunda División RFEF, y el resto disputaron la Segunda Fase por la Permanencia en Tercera División RFEF. Los puntos obtenidos, así como los goles, tanto a favor como en contra, se arrastraron a la siguiente fase, comenzado cada equipo su fase específica con los puntos y goles obtenidos en la Primera Fase.
En la Segunda Fase para Segunda División RFEF participaron seis clubes en un único grupo. Se rescataron los puntos obtenidos en la Primera Fase y se enfrentaron tan solo los equipos que hayan estado en distintos subgrupos en dos ocasiones -una en campo propio y otra en campo contrario- durante un total de 6 jornadas. El orden de los encuentros se decidió por sorteo antes de empezar la Fase. Los dos primeros clasificados ascendieron directamente a la nueva Segunda RFEF, mientras que los otros cuatro equipos disputaron la Fase Final de Eliminatorias a Segunda División RFEF / Play Off de Ascenso a Segunda División RFEF.
En la Segunda Fase por el Play Off de Ascenso a Segunda División RFEF participaron seis clubes en un único grupo. Se rescataron los puntos obtenidos en la Primera Fase y se enfrentaron tan solo los equipos que hayan estado en distintos subgrupos en dos ocasiones -una en campo propio y otra en campo contrario- durante un total de 6 jornadas. El orden de los encuentros se decidió por sorteo antes de empezar la Fase. Los dos primeros clasificados disputaron la Fase Final de Eliminatorias a Segunda División RFEF / Play Off de Ascenso a Segunda División RFEF, mientras que los otros cuatro equipos participarán en Tercera División RFEF.
En la Segunda Fase por la Permanencia en Tercera División RFEF participaron diez clubes en un único grupo. Se rescataron los puntos obtenidos en la Primera Fase y se enfrentaron tan solo los equipos que hayan estado en distintos subgrupos en dos ocasiones -una en campo propio y otra en campo contrario- durante un total de 10 jornadas. El orden de los encuentros se decidió por sorteo antes de empezar la Fase. Los seis últimos clasificados descendieron directamente a las categorías Regionales, mientras que los cuatro primeros participarán en Tercera División RFEF.
El ganador de un partido obtuvo tres puntos, el perdedor cero puntos, y en caso de empate hubo un punto para cada equipo. 
Por último la Fase Final de Ascenso a Segunda División RFEF / Play Off de Ascenso a Segunda División RFEF la disputaron seis clubes en formato de eliminatorias a partido único, ejerciendo de local el equipo con mejor clasificación. En la primera ronda compitieron los dos primeros clasificados de la Fase Intermedia y los clasificados en quinta y sexta posición de la Segunda Fase de Ascenso. Los vencedores de esta ronda jugaron la segunda eliminatoria donde se incorporaron los clasificados en tercera y cuarta posición de la Segunda Fase de Ascenso. Los vencedores disputaron una final de la que salió la tercera plaza de ascenso a Segunda División RFEF.

## Temporadas
La campaña actualmente disputada es la temporada 2020-21, siendo los equipos participantes los siguientes:

## Historial del Grupo III entre 1980-81 y 1985-86
| Campeones - 1980/81: Club Erandio - 1981/82: S. D. Eibar - 1982/83: S. C. D. Durango - 1983/84: C. D. Santurce - 1984/85: C. D. Basconia - 1985/86: S. D. Eibar | Palmarés - S. D. Eibar: 2 campeonatos. - Club Erandio: 1 campeonato. - S. C. D. Durango: 1 campeonato. - C. D. Santurce: 1 campeonato. - C. D. Basconia: 1 campeonato. |

## Palmarés
En ambos palmareses se tiene en cuenta a partir de la temporada 1986-87, es decir, desde que el grupo abarca la zona de ámbito actual: el País Vasco.
Los nombres de los clubes que aparecen en cursiva y con una † han desaparecido.

### Palmarés de campeonatos
El palmarés se encuentra actualizado hasta la temporada 2020-21 inclusive.
| Club                     | Campeonatos | Subcampeonatos | Temporadas de los campeonatos               | Temporadas de los subcampeonatos |
| ------------------------ | ----------- | -------------- | ------------------------------------------- | -------------------------------- |
| C. Portugalete           | 5           | 3              | 2004-05, 2007-08, 2014-15, 2018-19, 2019-20 | 2009-10, 2013-14, 2017-18        |
| Real Sociedad F. "B"     | 3           | 2              | 1998-99, 1999-00, 2009-10                   | 2000-01, 2002-03                 |
| Sestao River C.          | 2           | 3              | 2003-04, 2005-06                            | 2001-02, 2018-19, 2019-20        |
| Zalla U.C.               | 2           | 2              | 1995-96, 2006-07                            | 1997-98, 2004-05                 |
| S.D. Lemona †            | 2           | 2              | 2000-01, 2001-02                            | 1999-00, 2003-04                 |
| C.D. Basconia            | 2           | 1              | 1997-98, 2002-03                            | 1986-87                          |
| C.D. Laudio              | 2           | 1              | 2011-12, 2012-13                            | 2010-11                          |
| S. Cultural D. Durango   | 2           | 1              | 1986-87, 2017-18                            | 1994-95                          |
| Real Unión C.            | 2           | 0              | 1991-92, 1992-93                            |                                  |
| Barakaldo C.F.           | 1           | 1              | 1987-88                                     | 1994-95                          |
| D. Alavés                | 1           | 1              | 1989-90                                     | 1988-89                          |
| Amurrio Club             | 1           | 1              | 1993-94                                     | 2008-09                          |
| C.D. Aurrera de Vitoria  | 1           | 1              | 1994-95                                     | 1993-94                          |
| S.D. Amorebieta          | 1           | 1              | 2010-11                                     | 2006-07                          |
| S.D. Zamudio             | 1           | 1              | 2015-16                                     | 1995-96                          |
| D. Alavés "B"            | 1           | 1              | 2016-17                                     | 1998-99                          |
| C.D. Santurtzi           | 1           | 0              | 1988-89                                     |                                  |
| C.D. Hernani             | 1           | 0              | 1990-91                                     |                                  |
| Touring K.E.             | 1           | 0              | 1996-97                                     |                                  |
| C.D. Lagun Onak          | 1           | 0              | 2008-09                                     |                                  |
| S.D. Leioa               | 1           | 0              | 2013-14                                     |                                  |
| Gernika Club             | 1           | 0              | 2020-21                                     |                                  |
| S.D. Gernika Club        | 0           | 3              |                                             | 2005-06, 2007-08, 2014-15        |
| C.D. Aurrera de Ondarroa | 0           | 2              |                                             | 1987-88, 1989-90                 |
| C.D. Elgoibar            | 0           | 2              |                                             | 1990-91, 1996-97                 |
| Bermeo F.T.              | 0           | 2              |                                             | 1992-93, 2015-16                 |
| S.D. Beasáin             | 0           | 1              |                                             | 1991-92                          |
| Arenas Club              | 0           | 1              |                                             | 2012-13                          |
| C.D. Vitoria             | 0           | 1              |                                             | 2016-17                          |
| R. Sociedad "C"          | 0           | 1              |                                             | 2020-21                          |

El criterio de clasificación del Palmarés de campeonatos es el siguiente: 1º: Número de campeonatos; 2º: Número de subcampeonatos; 3º: Temporada más antigua en conseguir el campeonato; 4º: Temporada más antigua en conseguir el subcampeonato.

### Palmarés de clasificaciones para el ascenso
El palmarés se encuentra actualizado hasta la temporada 2018-19 inclusive.
Las temporadas que están indicadas en negrita son aquellas en las que los clubes lograron un ascenso a Segunda División B; y en aquellas temporadas en las que aparezca un * al lado de donde se indica la posición, no hubo promoción de ascenso, por lo que los clubes ascendieron directamente.
| Club                     | Clasificaciones para el ascenso | Ascensos | TemporadasPosición |
| ------------------------ | ------------------------------- | -------- | --- |
| C. Portugalete           | 12                              | 2        | 2003-045, 2004-051, 2006-073, 2007-081, 2008-094, 2009-102, 2011-123, 2012-133, 2013-142, 2014-151, 2017-182, 2018-191 |
| S. Cultural D. Durango   | 9                               | 3        | 1986-871*, 1993-944, 1994-952, 2004-054, 2010-114, 2013-144, 2016-173, 2017-181                                        |
| Zalla U.C.               | 8                               | 2        | 1994-954, 1995-961, 1997-983, 1998-994, 2001-023, 2002-033, 2004-052, 2006-071                                         |
| S.D. Amorebieta          | 8                               | 1        | 1990-914, 1991-924, 1997-984, 2001-024, 2005-063, 2006-072, 2009-103, 2010-111                                         |
| Sestao River C.          | 7                               | 2        | 2000-013, 2001-022, 2003-041, 2005-061, 2010-113, 2017-184, 2018-192                                                   |
| S.D. Gernika Club        | 6                               | 3        | 1993-943, 1995-963, 2004-053, 2005-062, 2007-082, 2014-152                                                             |
| C.D. Elgoibar            | 6                               | 2        | 1990-912, 1991-923, 1995-964, 1996-972, 2008-093, 2009-104                                                             |
| D. Alavés "B"            | 6                               | 2        | 1996-973, 1998-992, 2013-145, 2016-171, 2017-183, 2018-193                                                             |
| Real Sociedad F. "B"     | 5                               | 3        | 1998-991, 1999-001, 2000-012, 2002-032, 2009-101                                                                       |
| S.D. Lemona †            | 5                               | 1        | 1999-002, 2000-011, 2001-021, 2002-033, 2003-042                                                                       |
| Arenas Club              | 5                               | 1        | 1999-003, 2005-065, 2012-132, 2013-143, 2014-153                                                                       |
| Amurrio Club             | 4                               | 2        | 1993-941, 1996-974, 2007-083, 2008-092                                                                                 |
| S.D. Beasáin             | 4                               | 1        | 1991-922, 2006-074, 2011-124, 2016-174                                                                                 |
| C.D. Basconia            | 3                               | 2        | 1986-872*, 1997-981, 2002-031                                                                                          |
| Real Unión C.            | 3                               | 2        | 1991-921, 1992-931, 1998-993                                                                                           |
| C.D. Laudio              | 3                               | 1        | 2010-112, 2011-121, 2012-131                                                                                           |
| S.D. Zamudio             | 3                               | 1        | 1995-962, 2007-083, 2015-161                                                                                           |
| Barakaldo C.F.           | 2                               | 2        | 1987-881*, 2011-122 |
| C.D. Aurrera de Vitoria  | 2                               | 1        | 1993-942, 1994-951 |
| C.D. Hernani             | 2                               | 1        | 1990-911, 1994-953 |
| Touring K.E.             | 2                               | 1        | 1992-934, 1996-971 |
| S.D. Leioa               | 2                               | 1        | 2012-134, 2013-141 |
| Bermeo F.T.              | 2                               | 1        | 1992-932, 2015-162 |
| S.D. Eibar "B" †         | 2                               | 1        | 1999-004, 2003-044 |
| C.D. Lagun Onak          | 2                               | 0        | 2008-091, 2015-163 |
| C.D. Santurtzi           | 1                               | 1        | 1988-891* |
| D. Alavés                | 1                               | 1        | 1989-901* |
| C.D. Vitoria             | 1                               | 1        | 2016-172 |
| Tolosa C.F.              | 1                               | 0        | 1990-913 |
| Mondragón C.F.           | 1                               | 0        | 1992-933 |
| C.D. Aurrera de Ondarroa | 1                               | 0        | 2000-014 |
| S.D. Balmaseda F.C.      | 1                               | 0        | 2015-164 |
| C.D. San Ignacio         | 1                               | 0        | 2018-194 |

El criterio de clasificación del Palmarés de clasificaciones para el ascenso es el siguiente: 1º: Número de clasificaciones para el ascenso; 2º: Número de ascensos; 3º: Número de primeros puestos con clasificación para el ascenso; 4º: Número de segundos puestos con clasificación para el ascenso; 5º: Número de terceros puestos con clasificación para el ascenso; 6º: Número de cuartos puestos con clasificación para el ascenso; 7º: Número de quintos puestos con clasificación para el ascenso; 8º: Temporada más antigua en conseguir una clasificación.